# True Love Waits
True Love Waits (TLW) é um programa cristão evangélico que promove a abstinência sexual antes do casamento para adolescentes e colegas estudantis.

## História
O TLW foi criado em abril de 1993, e é mantido pelo Conselho da Escola Dominical da Convenção Batista do Sul. O programa que consiste principalmente na assinatura de cartões de penhor, anéis de pureza e livros, foi adotado por várias denominações evangélicas e organizações.

## Críticas
De acordo com um estudo publicado em 2005 no Journal of Adolescent Health, 61% dos jovens adultos que fizeram o pacto de abstinência praticado sexo vaginal, 13% declararam ter praticado sexo oral e 4% sexo anal. Daqueles que quebraram sua promessa, menos de 20 por cento usaram um preservativo. Em 2014, Jimmy Hester, um dos principais fundadores do programa, disse que embora alguns estudos tenham mostrado que muitos jovens cristãos quebraram seus compromissos, ele serviu de referência para alguns que retornaram à fé. 